# Deena Abdelwahed
Deena Abdelwahed, née en 1989 à Doha au Qatar, est une DJ, compositrice, productrice et chanteuse tunisienne. Le magazine Trax la considère comme « l'une des plus prometteuses représentantes de la scène alternative du Maghreb ».

## Biographie
Née en 1989 à Doha au Qatar, ses parents tunisiens s'y sont installés pour devenir infirmiers. Étudiante au lycée tunisien de Doha, elle découvre la musique au travers d'artistes comme Mariah Carey, Marilyn Manson ou J Dilla, puis la house music, le footwork et la juke.
En 2008, une fois son baccalauréat obtenu, elle rejoint sa sœur aînée à Tunis pour y étudier les beaux-arts et devenir architecte d'intérieur. Elle se met à composer de la musique électronique et se produit à Tunis comme chanteuse de jazz aux côtés de Fawzi Chekili au sein du groupe So Soulful. Elle interprète notamment des standards de Billie Holiday et Ella Fitzgerald.
En 2011, elle rejoint le collectif WFOB (World Full Of Bass) créé par Zied Meddeb Hamrouni, l'un des premiers artistes locaux de musique électronique, et devient DJ au Plug, un club électro de La Marsa. En 2015, elle interprète une membre d'un groupe de musique dans le film À peine j'ouvre les yeux de Leyla Bouzid.
Installée à partir de 2015 à Toulouse, elle intègre le groupe Arabstazy mêlant musiques électronique et arabe,.
En 2018, elle devient résidente du Concrete à Paris, puis sort son premier album de DJ sur le label InFiné, intitulé Khonnar, terme se référant à un mot d'argot tunisien désignant ce que l'on cache. Elle y évoque notamment la « pression exercée sur les hommes qui doivent être bien machos et taper leur sœur pour être considérés comme des vrais mecs » et les brimades policières. En collaboration avec le poète égyptien Abdullah Miniawy, qui écrit les paroles de deux des neuf titres de l'album, elle évoque l'amour qui conduit à l'exil.
Elle se produit dans plusieurs festivals, notamment Sónar (Barcelone), la Villette sonique et We Love Green (Paris), mais aussi au Berghain à Berlin,.
Lesbienne et activiste queer, elle collabore à un album de Karin Dreijer alias Fever Ray.

## Discographie
- 2017 : Klabb (InFiné)[10],[11]
- 2018 : Khonnar[12]
- 2020 : Dhakar[13] (EP)
- 2023 :
  - Flagranti[14] (BO de la fiction)
  - Jbal Rras[15] (InFiné)[11],[16]